# Arrondissement Rochefort
Arrondissement de Rochefort je francouzský arrondissement ležící v departementu Charente-Maritime v regionu Poitou-Charentes. Člení se dále na 13 kantonů a 79 obcí.

## Kantony
- Aigrefeuille-d’Aunis
- Le Château-d’Oléron
- Marennes
- Rochefort-Centre
- Rochefort-Nord
- Rochefort-Sud
- Royan-Est
- Royan-Ouest
- Saint-Agnant
- Saint-Pierre-d’Oléron
- Surgères
- Tonnay-Charente
- La Tremblade